# Exometochi
Exometochi (in greco Εξωμετόχι?, pronunciato [e̞kso̞me̞ˈt̪o̞çʲi];  in turco: Düzova) è un villaggio sito de iure nel distretto di Nicosia di Cipro, 2 km a est di Palaikythro. De facto, è sotto il controllo di Cipro del Nord ed è amministrato come parte del distretto di Lefkoşa. Il censimento del 2011 registra una popolazione totale del villaggio di 661 abitanti.

## Geografia fisica
Esso è situato nella pianura di Messaria. Si trova a tre chilometri a sud-ovest di Kourou Monastiri/Çukurova.

## Origini del nome
Exometochi in greco significa "fuori dal metochi" (proprietà della chiesa). Nel 1975, i turco-ciprioti cambiarono il suo nome in Düzova, che significa "pianura piatta".

## Società

### Evoluzione demografica
Il villaggio è stato sempre abitato esclusivamente da greci ciprioti. Già nel censimento ottomano del 1831, i cristiani (cioè i greco-ciprioti) costituivano gli unici abitanti di Exometochi, e questa situazione continuò per tutto il periodo coloniale britannico. Durante questo periodo, la popolazione del villaggio aumentò costantemente da 364 abitanti nel 1891 a 851 nel 1960.
Nell'agosto 1974 tutti i greco-ciprioti di Exometochi fuggirono di fronte all'avanzata dell'esercito turco. Attualmente, essi vivono sparsi nel sud dell'isola, soprattutto nelle città. Il numero dei greco-ciprioti del villaggio sfollati nel 1974 ammonta a circa 900 (la popolazione nel 1973 era di 890 abitanti).
Attualmente il villaggio è abitato da turco-ciprioti sfollati dal sud. La maggior parte proviene dai villaggi di Goshi e Petrofani. Tuttavia, ci sono anche alcune famiglie sfollate da altri villaggi come Agios Sozomenos, Potamia, Kotsiatis e Mathiatis nel distretto di Nicosia;  Klavdia e Vuda/Kalo Chorio nel distretto di Larnaca; e Pentakomo nel distretto di Limassol. Una famiglia proviene di Akoursos, un villaggio del  distretto di Pafo.

## Cultura

### Istruzione

#### Università
Nel 2017, nel villaggio sono iniziati i lavori di costruzione della "15 November Cyprus University", nome che ricorda la data di fondazione di Cipro del Nord.

### Eventi
Il mukhtar ("sindaco" in Turco) di Düzova  organizza annualmente il "Düzova Culture and Arts Fest".